# Anne Robert Jacques Turgot
Anne-Robert-Jacques Turgot, Baron de l′Aulne (10. května 1727 v Paříži – 18. března 1781 tamtéž), často označován jako Turgot, byl francouzský ekonom a státník. Náležel k francouzské fyziokratické škole.
V roce 1774 se stal ministrem financí francouzského krále Ludvíka XVI., pokusil se uskutečnit některé reformy, které navrhovali fyziokraté. Zrušil omezení ve vnitrostáním obchodu s obilím a zavedl jednotnou daň z půdy. Jeho reformnímu úsilí ale byl učiněn konec, když byl ze své ministerské funkce v roce 1776 svržen.
Dnes je považován za raného zastánce ekonomického liberalismu.
Podílel se také na tvorbě Encyklopedie.
V roce 1999 byl jeho jménem pojmenován asteroid (10089) Turgot.

## Teorie Pokroku
Osvícenci vzali křesťanské pojetí dějin jakožto božího plánu a záměru a sekularizovali ho (odnábožtili ho). Analogií plánu spásy se stává pokrok, kterým se zabývali.
Dle Turgota se pokrok stává smyslem dějin. Lidstvo se pohybuje nutně a často slepě správným směrem, jako by se tak dělo právě podle božího plánu.